# Давыдкин, Иван Христофорович
Иван Христофорович Давыдкин (8 октября 1913, Аксюру-Конрат Русский, Таврическая губерния — 1983, Симферополь) — офицер СМЕРШ, контрразведчик, полковник. Участник Великой Отечественной войны. Участник Партизанского движения в Крыму. Начальник разведки при командире Штаба партизанского движения Крыма А. В. Мокроусове. Мемуарист.

## Биография
Родился 8 октября 1913 года в деревне Конрат, Крымская обл., Джанкойский р-н. Призван на службу в 1936 году. На 13 мая 1939 года — сержант государственной безопасности в Крымской АССР.
Во время оккупации Крыма работал в Штабе партизанского движения Крыма под руководством А. В. Мокроусова. Уполномоченный особого отдела штаба партизанского движения.
В конфликте 1942 года в руководстве партизан Крыма между "партийными", оставленными в лесу по плану КШПД, и "военными", присоединившимися при отступлении и при разгроме Судакского десанта, принял, судя по всему, сторону Мокроусова, что отмечено в докладных на него: "Прежде всего это относится за счет неумно сплетенных интриг Мокроусова, Мартынова и Давыдкина, которые не сочли нужным согласиться с тем, что рядом с ними стояли неплохие военные специалисты-руководители полковники Городовиков, Селихов, Лобов, полковой комиссар Попов, старший батальонный комиссар Бускадзе и другие. Все эти руководители стояли во главе своих частей, однако их инициативы в абсолютном большинстве Центральным штабом не поддерживались, а отклонялись. Мне кажется, что будет достаточно объективным, если заявлю, что Мокроусов и Мартынов при информации Давыдкина не укрепляли партизанских дел, а наоборот, расчленяли на 2 группы: это „военные“ и „партизаны“, имея в виду на первом месте „партизан“...".
„После того как Давыдкин узнавал, что кто-либо из чекистов написал т. Каранадзе письмо, он немедленно запрещал это делать, и в частности 22 мая в беседе со мной Давыдкин заявил: „На каком основании вы писали т. Каранадзе письма, за это я имею неприятность от Наркома, который прислал мне по радио депешу и требует от меня прекращения переписки с ним каждым уполномоченным“.
Давыдкин курировал работу советских разведчиков-нелегалов Софьи Петровны Загорковой — переводчицы в Карасубазарской полевой жандармерии 11-й немецкой армии, Э. Я. Сизаса залегендированного как оберштурмбанфюрер СС доктор Адольф Веккель — близкий родственник бригаденфюрера Вальтера Шеленберга, якобы прибывшего в Крым с инспекцией.
Конфликт в КШПД закончился после вмешательства С. М. Будёного, Мокроусов был отозван и вывезен 11 июля 1942 года. Разбирательство продолжалось несколько месяцев, в том числе имели место обвинения в бытовом разложении, предательстве, троцкизме и т.д. Однако в конце концов расследование было прекращено. Ряд историков по-прежнему обвиняют Мокроусова в бессудных расстрелах в Крыму, другие отвергают обвинения ввиду их бездоказательности. Позднее из Крыма на Большую землю был отозван и Давыдкин.
3 ноября 1944 года Указом Президиума ВС СССР от 03.11.1944 № 219/173 присвоено звание подполковника госбезопасности. Служил в Особом отделе Смерш Московского военного округа.
Полковник в отставке. На пенсии проживал в Симферополе. Участвовал в работе ветеранских организаций, в 1970-х председатель Крымского областного бюро секции партизан. Опубликовал мемуары.
Умер и похоронен в Симферополе в 1983.

## Награды[1]
- медаль «За оборону Севастополя» (22.12.1942) вручена 2.01.1944
- медаль «Партизану Отечественной войны» I степени (1943)
- орден Отечественной войны II степени (март 1944)
- медаль «За оборону Кавказа» (1.05.1944)
- медаль «За боевые заслуги» (3.11.1944)
- орден Отечественной войны II степени (25.03.1945)
- медаль «За победу над Германией в Великой Отечественной войне 1941—1945 гг.» (9.05.1945)
- орден Красной Звезды (6.08.1946)
- орден Красной Звезды (23.05.1952)